# Зайцево (Мордовия)
Зайцево (мокш. Зайця, Сайця) — село в Ефаевском сельском поселении Краснослободского района Республики Мордовия Российской Федерации.
Численность населения — 124 чел. (2010 год), в основном мордва-мокша.

## География
Находится на речке Кранжей (каргонь шяй «журавлиное болото»), в 18 км от районного центра, 4,5 км от асфальтированной дороги Краснослободск — Ковылкино и 45 км от железнодорожной станции Ковылкино.

## История
Название-антропоним: одни исследователи считают основателями села служилых людей из мордвы Зайцевых, что отмечено в «Пензенской десятне 1696» и «Атемарской десятне 1669—1670»; местные краеведы связывают происхождение названия с дохристианским мокшанским именем Сайця.
Согласно «Списку населённых мест Пензенской губернии» (1869 г.), Зайцево — деревня казённая из 63 дворов Краснослободского уезда. В 1913 г. в селе был 101 двор (753 чел.); в 1931 г. — 111 хозяйств (743 чел.). В 1933 г. был образован колхоз «Мазы пакся» («Красивое поле»). В 1950-х гг. объединенное хозяйство им. Жданова, в 1970-х гг. — «Дружба», с 2000 г. — СХПК «Зайцевский».
В Зайцеве имеются основная школа, Дом культуры, библиотека, медпункт, отделение связи. Установлен памятник воинам, погибшим в годы Великой Отечественной войны.
Зайцево — родина мокшанского поэта Н. П. Циликина.

## Население
| 2002 | 2010 |
| ---- | ---- |
| 174  | ↘124 |